# Haematopinus apri
Haematopinus apri – gatunek wszy należący do rodziny Haematopinidae, pasożytujący na dziku (Sus scrofa). Powoduje chorobę wszawicę. 
Samica długości 5,5 mm, samiec długości 4,0 - 4,25 mm. Są silnie spłaszczona grzbietowo-brzusznie. Głowa dwukrotnie lub trzykrotnie dłuższa jak szersza. Nogi bardzo duże i silne. Samica składa  jaja zwanych gnidami, które są mocowane specjalnym "cementem" u nasady włosa. Rozwój osobniczy trwa po wykluciu się z jaja około 14 dni.
Pasożytuje na skórze owłosionej głównie w okolicy nasady uszu, na karku, na bokach ciała. W przypadku silnego opadnięcia może występować na całym ciele. Występuje na terenie Europy i Azji.